# Kravarsko
Kravarsko je općina u Hrvatskoj, u Zagrebačkoj županiji.

## Zemljopis
Općina Kravarsko nalazi se u središnjem dijelu Vukomeričkih gorica, brežuljkastog krajolika zasađen vinogradima i voćnjacima). Općina Kravarsko prava je oaza zelenila šuma hrasta kitnjaka, bukve, graba i ponegdje crnogorice. Općina Kravarsko nalazi se u neposrednoj blizini gradova Zagreba i obližnje Velike Gorice, na važnom prometnom pravcu Velika Gorica – Pokupsko – Glina.
Središte općine je naselje Kravarsko s 557 stanovnika. Naselje se nalazi na vrhu 240 m visokog brda koje dominira nad obližnjim dolinama potoka Pogledička i Curek. U središtu naselja nalazi se župna crkva Uzvišenja Svetog Križa. Crkva se prvi put spominje 1334. godine, a današnji sakralni objekt izgrađen je 1874. Uz crkvu se smjestilo i groblje, ali nažalost ono je ugroženo odronima zemlje.

## Stanovništvo
Po popisu stanovništva iz 2011. godine, općina Kravarsko imala je 1987 stanovnika, raspoređenih u 10 naselja:
- Barbarići Kravarski – 202
- Čakanec – 68
- Donji Hruševec – 332
- Gladovec Kravarski – 199
- Gornji Hruševec – 240
- Kravarsko – 557
- Novo Brdo – 77
- Podvornica – 115
- Pustike – 158
- Žitkovčica – 39

Hrvati čine većinu stanovništva.
| broj stanovnika | 1799  | 2139  | 1938  | 2171  | 2367  | 2382  | 2322  | 2661  | 2645  | 2643  | 2502  | 2250  | 1984  | 1842  | 1983  | 1987  | 1824  |
|                 | 1857. | 1869. | 1880. | 1890. | 1900. | 1910. | 1921. | 1931. | 1948. | 1953. | 1961. | 1971. | 1981. | 1991. | 2001. | 2011. | 2021. |

| broj stanovnika | 328   | 392   | 414   | 482   | 519   | 512   | 502   | 607   | 559   | 590   | 530   | 500   | 475   | 480   | 512   | 557   | 510   |
|                 | 1857. | 1869. | 1880. | 1890. | 1900. | 1910. | 1921. | 1931. | 1948. | 1953. | 1961. | 1971. | 1981. | 1991. | 2001. | 2011. | 2021. |

## Uprava
Upravno područje općine Kravarsko obuhvaća naselja: Kravarsko, Gornji Hruševec, Donji Hruševec, Gladovec Kravarski, Čakanec, Barbarići Kravarski, Novo Brdo, Žitkovčica, Podvornica, Pustike.
Načelnik općine je Vlado Kolarec (HDZ).

## Povijest
Kravarsko se dosta rano spominje već 1334. godine u srednjovjekovnim ispravama kao stara katolička župa u sklopu turopoljskog arhiđakonata zagrebačke biskupije koji je prvotno obuhvaćao Turopolje i područje Pomen gore što je prvotno ime za današnje Vukomeričke gorice. 
Več 1350-ih iz starih listina topuskih opata bilježi se da je područje današnje općine Kravarsko pripadalo dvjema posebnim političkim cjelinama. Sjeverni dio do rječice Kravaršćice pripadao je vlastelinstvu Selin-Kravarsko u vlasništvu grofova Erdődyja i južni dio koji se nalazio na granici cisterciske opatije Topusko s predijima Gornji i Donji Hruševec u vlasništvu hruševačkih plemića. 
Prema legendi u blizini naselja Gornji Hruševec na vrhu strmoga brijega zvanog Gradišće leže ostatci utvrde kneza Ljudevita Posavskog (knez Posavske Hrvatske), protiv kojega je Franačko carstvo vodilo četiri rata. Istoimena gradina Ljudevita Posavskog podignuta je na ostatcima staroga rimskog grada Ad Finesa, prema prvim istraživanjima iz 1980-ih otkriven je ogroman gradski kompleks s uočljivim vanjskim obrambenim zidom od rimskih opeka i velikim središnjim trgom s uzvišenjem u središtu na kojem se nalazio hram, daljnja istraživanja su prekinuta jer se spomenuti lokalitet u cijelosti nalazi u privatnom posjedu, a rješavanje imovinsko-pravnih odnosa prekinula je velikosrpska agresija na Hrvatsku tako da kompleks još nije istražen.
Na području ispod naselja Kravarskog zvanom Crvena Zemlja odigrala se poznata i slavna bitka u kojoj su Kravarščani i hruševački plemići potpuno porazili jednu od turskih pljačkaških vojski što je zabilježeno u turskim rukopisima iz 1578. godine[Navedite točni citat s te stranice.], nakon čega su neko vrijeme prestale turske pljačke po Vukomeričkim goricama. Tako su u spomen ove slavne bitke zabilježene rijeći u nekim starim spisima- Vre su se Turki zaželeli Kravaskega vina, Turopolskega kruva i Zagrebačke frajli.[nedostaje izvor]

## Gospodarstvo
Vinogradarstvo, voćarstvo, stočarstvo i ponešto turizam osnovne su grane gospodarskog razvitka.

## Poznate osobe
- književnik Slavko Kolar (živio je i radio u Gornjem Hruševcu)
- poznati hrvatski povjesničar Juraj Ćuk rođen u Gornjem Hruševcu (Milatovići).

## Spomenici i znamenitosti
- Crkva Svetog Križa Kravarsko koja se nalazi na najvišoj uzvisini u središtu naselja uz glavnu prometnicu, poznata je još iz srednjeg vijeka.
- rezervat zaštićene vrste siva čaplja "Popov gaj" u dolini rječice Kravaršćica
- ostatci stare Rimske gradine Ad Fines na lokalitetu Gradišće (naselje Gornji Hruševec)

## Obrazovanje
- osnovna škola Slavko Kolar Kravarsko
- područna škola Gornji Hruševec
- područna škola Donji Hruševec

## Kultura
- KUD Vukomeričke gorice – neaktivno
- KUD "Kravarsko"
- DVD Kravarsko
- U Gornjem Hruševcu odvijala se se radnja dvaju proslavljenih hrvatskih filmova Breza i Svoga tela gospodar.

## Šport
- NK Kravarsko
- NK Gornji Hruševec
- NK Donji Hruševec

## Vanjske poveznice
- Službene stranice općine Kravarsko